# Dobropolski Potok
Dobropolski Potok (niem. Dobberphuler Bach) – strumień płynący w Puszczy Bukowej położonej w województwie zachodniopomorskim; długość ok. 5 km.
Strumień wypływa ze wschodniej części Wielkiego Moczaru, płynie na południe skrajem Puszczy Bukowej, tuż przy Polanie Dobropolskiej i malowniczą dolinką przez uroczysko Kamieńce a potem wśród pól, przecina mokradła pozostałe po zarastającym jeziorze Krzekno Małe i wpada do Krzekny z jej lewego brzegu powyżej mokradeł po dawnym jeziorze Krzekno Wielkie.